# Émile Sabouraud
Émile Sabouraud est un peintre français né à Paris 9e le 17 novembre 1900 et mort à Lagny-sur-Marne le 6 avril 1996.

## Biographie
Fils du dermatologue Raymond Sabouraud et de Thérèse Balandier, Émile Sabouraud est le frère aîné de la pianiste Cécile de Brunhoff, épouse de Jean de Brunhoff, le créateur de Babar.
Élève d'Othon Friesz à l'Académie de la Grande Chaumière vers 1918-1920 et membre du groupe du Pré-Saint-Gervais, Sabouraud expose à la galerie Zborowski (1928), au Salon des indépendants, au Salon d'automne et au Salon des Tuileries. À Alger, il est pensionnaire de la villa Abd-el-Tif en 1935 et 1936. Après son retour en France, il rejoint les Peintres de la réalité poétique. Il est professeur à l'Académie Julian à Paris en 1946 et à l'École nationale supérieure des arts décoratifs de 1954 à 1970.
Il est l'auteur un ouvrage théorique, La figuration (1979).

## Expositions
- 1951 : Fondation Carnegie, Pittsburgh.
- 1951 : New Gallery, New York.
- 1979 et 1982 : musée de Grenoble.

## Œuvres dans les collections publiques
Algérie
- Alger, musée national des Beaux-Arts :
  - Place à Djerba ;
  - Jeune nègre ;
  - Le Quartier juif de Ghardaia.

France
- Grenoble, musée de Grenoble : Fleurs, Nature morte[6],[7].
- Lyon, musée des Beaux-Arts : Nature morte au bouquet d'anémones[8].
- Marseille, musée Cantini : Nature morte[9].
- Paris, musée national d'Art moderne :
  - Lendemain de fête ;
  - Nature morte aux papiers froissés.
- Salon-de-Provence, École de l'air : décorations murales.
- Toulouse, musée des Augustins : Rue du Vieux moulin.

## Récompenses et distinctions
- 1935 : prix Abd-el-Tif.
- 1951 : chevalier de la Légion d'honneur.
- 1965 : commandeur des Arts et des Lettres.
- 1970 : prix Georges Wildenstein de l'Académie des beaux-arts.